# Kamratmästerskapen
Kamratmästerskapen è stata una coppa di calcio svedese giocata tra il 1901 e il 1924, e successivamente tra il 1940 e il 1945. Il torneo, seppur aperto esclusivamente alle associazioni Idrottsföreningen Kamraterna, ricoprì un ruolo importante durante gli albori del calcio in Svezia.

## Albo d'oro
| Anno    | Vincitore        | Finalista      |
| ------- | ---------------- | -------------- |
| 1901    | IFK Eskilstuna   | IFK Köping     |
| 1902    | IFK Eskilstuna   | IFK Uppsala    |
| 1903    | IFK Stockholm    | IFK Köping     |
| 1904    | IFK Norrköping   | IFK Köping     |
| 1905    | IFK Stockholm    | IFK Köping     |
| 1906    | IFK Stockholm    | IFK Göteborg   |
| 1907    | IFK Stockholm    | IFK Eskilstuna |
| 1908    | IFK Stockholm    | IFK Göteborg   |
| 1909    | IFK Göteborg     | IFK Gävle      |
| 1910    | IFK Göteborg     | IFK Norrköping |
| 1911    | IFK Norrköping   | IFK Stockholm  |
| 1912    | IFK Göteborg     | IFK Stockholm  |
| 1913    | IFK Göteborg     | IFK Stockholm  |
| 1914    | IFK Göteborg     | IFK Stockholm  |
| 1915    | IFK Göteborg     | IFK Gävle      |
| 1916    | IFK Malmö        | IFK Eskilstuna |
| 1917    | IFK Eskilstuna   | IFK Malmö      |
| 1918    | IFK Eskilstuna   | IFK Hässleholm |
| 1919    | IFK Hässleholm   | IFK Stockholm  |
| 1920    | IFK Göteborg     | IFK Västerås   |
| 1921    | IFK Göteborg     | IFK Eskilstuna |
| 1922    | IFK Göteborg     | IFK Stockholm  |
| 1923    | non disputato    |                |
| 1924    | IFK Göteborg     | IFK Örebro     |
| 1925-39 | non disputato    |                |
| 1940    | IFK Göteborg     | IFK Norrköping |
| 1941    | IFK Kristianstad | IFK Västerås   |
| 1942-44 | non disputato    |                |
| 1945    | nessun vincitore |                |

## Titoli per club
| Titoli | Club             |
| ------ | ---------------- |
| 11     | IFK Göteborg     |
| 5      | IFK Stockholm    |
| 4      | IFK Eskilstuna   |
| 2      | IFK Norrköping   |
| 1      | IFK Hässleholm   |
| 1      | IFK Kristianstad |
| 1      | IFK Malmö        |